# Persone di nome Christophe
| Questa pagina contiene informazioni ricavate automaticamente dalle voci biografiche con l'ausilio del template Bio e di un bot. L'aggiornamento è periodico e automatico e ricostruisce completamente la pagina. Se manca una persona in questa lista, sei pregato di non aggiungerla, ma accertati piuttosto che la sua voce biografica contenga il template Bio e che i dati anagrafici siano correttamente compilati. Se il template Bio manca, inseriscilo tu stesso o, in alternativa, metti l'avviso {{tmp\|Bio}} che ne segnala la mancanza. Se i dati riportati sono sbagliati, correggi direttamente la voce biografica; le modifiche saranno visibili in questa lista entro pochi giorni. Per chiarimenti vedi il progetto antroponimi. La lista contiene solo le 138 persone che sono citate nell'enciclopedia e per le quali è stato implementato correttamente il template Bio. Pagina aggiornata al 6 ago 2025. |

Questa è una lista di persone presenti nell'enciclopedia che hanno il nome Christophe, suddivise per attività principale.

## Allenatori di calcio(7)
- Christophe Caschili, allenatore di calcio francese (Besançon, n. 1979)
- Christophe Delmotte, allenatore di calcio e ex calciatore francese (Comines, n. 1969)
- Christophe Galtier, allenatore di calcio e ex calciatore francese (Marsiglia, n. 1966)
- Christophe Grégoire, allenatore di calcio e ex calciatore belga (Liegi, n. 1980)
- Christophe Marichez, allenatore di calcio e ex calciatore francese (Hazebrouck, n. 1974)
- Christophe Pignol, allenatore di calcio e ex calciatore francese (Aubagne, n. 1969)
- Christophe Pélissier, allenatore di calcio e ex calciatore francese (Revel, n. 1965)

## Allenatori di sci alpino(1)
- Christophe Saioni, allenatore di sci alpino e ex sciatore alpino francese (Nizza, n. 1969)

## Allenatori di tennis(1)
- Christophe Freyss, allenatore di tennis e ex tennista francese (Strasburgo, n. 1956)

## Allevatori(1)
- Christophe Clement, allevatore statunitense (Parigi, n. 1965 - † 2025)

## Alpinisti(1)
- Christophe Profit, alpinista francese (n. 1961)

## Arcivescovi cattolici(2)
- Christophe de Beaumont, arcivescovo cattolico francese (Meyrals, n. 1703 - Parigi, † 1781)
- Christophe Munzihirwa Mwene Ngabo, arcivescovo cattolico della Repubblica Democratica del Congo (Kabare, n. 1926 - Bukavu, † 1996)

## Artigiani(1)
- Christophe Bettally, artigiano italiano

## Astronomi(1)
- Christophe Demeautis, astronomo francese

## Attori(1)
- Christopher Lambert, attore francese (Great Neck, n. 1957)

## Attori pornografici(1)
- Titof, ex attore pornografico francese (Lunéville, n. 1973)

## Avvocati(2)
- Christophe Collignon, avvocato e politico belga (Waremme, n. 1969)
- Christophe de Thou, avvocato e politico francese (Parigi, n. 1508 - Pontorson, † 1582)

## Calciatori(28)
- Christophe Andrade Brites, calciatore lussemburghese (n. 2007)
- Christophe Bastien, ex calciatore francese (Nancy, n. 1976)
- Christophe Berra, ex calciatore scozzese (Edimburgo, n. 1985)
- Christophe Bonvin, ex calciatore svizzero (Sion, n. 1965)
- Christophe Cocard, ex calciatore francese (Bernay, n. 1967)
- Christophe Diandy, calciatore senegalese (Dakar, n. 1990)
- Christophe Diedhiou, calciatore senegalese (Rufisque, n. 1988)
- Christophe Dugarry, ex calciatore francese (Lormont, n. 1972)
- Christophe Grondin, ex calciatore francese (Tolosa, n. 1983)
- Christophe Horlaville, ex calciatore francese (Rouen, n. 1969)
- Christophe Hérelle, calciatore francese (Sochaux, n. 1992)
- Christophe Jougon, calciatore francese (n. 1995)
- Christophe Kabongo, calciatore ceco (Praga, n. 2003)
- Christophe Kerbrat, calciatore francese (Brest, n. 1986)
- Christophe Lagrange, ex calciatore francese (Parigi, n. 1966)
- Christophe Lambert, ex calciatore svizzero (n. 1987)
- Christophe Landrin, ex calciatore francese (Roubaix, n. 1977)
- Christophe Lepoint, ex calciatore belga (Bruxelles, n. 1984)
- Christophe Mandanne, calciatore francese (Tolosa, n. 1985)
- Christophe Meslin, ex calciatore francese (Vernon, n. 1977)
- Christophe Nduwarugira, calciatore burundese (Bujumbura, n. 1994)
- Christophe Ohrel, ex calciatore svizzero (Strasburgo, n. 1965)
- Christophe Olol, ex calciatore francese (Les Abymes, n. 1980)
- Christophe Psyché, calciatore francese (Cannes, n. 1988)
- Christophe Revault, calciatore francese (Parigi, n. 1972 - Le Havre, † 2021)
- Christophe Robert, ex calciatore francese (Montpon-Ménestérol, n. 1964)
- Christophe Sanchez, ex calciatore francese (Montpellier, n. 1972)
- Christophe Vincent, calciatore francese (Bastia, n. 1992)

## Canottieri(1)
- Christophe Lattaignant, canottiere francese (Boulogne-sur-Mer, n. 1971)

## Cantanti(2)
- Christophe Maé, cantante e polistrumentista francese (Carpentras, n. 1975)
- Christophe Willem, cantante francese (Enghien-les-Bains, n. 1983)

## Cardinali(1)
- Christophe Pierre, cardinale e arcivescovo cattolico francese (Rennes, n. 1946)

## Cestisti(5)
- Christophe Beghin, ex cestista e allenatore di pallacanestro belga (Schaerbeek, n. 1980)
- Christophe Dumas, ex cestista francese (Bron, n. 1971)
- Christophe Grégoire, ex cestista francese (Bordeaux, n. 1957)
- Christophe Léonard, ex cestista francese (Schœlcher, n. 1990)
- Christophe Soulé, ex cestista francese (Tarascona, n. 1965)

## Ciclisti su strada(14)
- Christophe Edaleine, ex ciclista su strada francese (Annonay, n. 1979)
- Christophe Kern, ex ciclista su strada francese (Wissembourg, n. 1981)
- Christophe Laborie, ex ciclista su strada francese (Aurillac, n. 1986)
- Christophe Laporte, ciclista su strada francese (La Seyne-sur-Mer, n. 1992)
- Christophe Lavainne, ex ciclista su strada e ciclocrossista francese (Châteaudun, n. 1963)
- Christophe Le Mével, ex ciclista su strada francese (Lannion, n. 1980)
- Christophe Manin, ex ciclista su strada francese (Saint-Marcellin, n. 1966)
- Christophe Mengin, ex ciclista su strada e ciclocrossista francese (Cornimont, n. 1968)
- Christophe Moreau, ex ciclista su strada francese (Vervins, n. 1971)
- Christophe Noppe, ciclista su strada belga (Oudenaarde, n. 1994)
- Christophe Oriol, ex ciclista su strada francese (Oullins, n. 1973)
- Christophe Riblon, ex ciclista su strada e pistard francese (Tremblay-en-France, n. 1981)
- Christophe Rinero, ex ciclista su strada francese (Moissac, n. 1973)
- Christophe Taeron, ciclista su strada francese (Bannalec, n. 1919 - Parigi, † 1996)

## Clavicembalisti(1)
- Christophe Rousset, clavicembalista e direttore d'orchestra francese (Avignone, n. 1961)

## Compositori(2)
- Christophe Beck, compositore canadese (Montréal, n. 1972)
- Christophe Bertrand, compositore francese (Strasburgo, n. 1981 - Strasburgo, † 2010)

## Designer(1)
- Christophe Pillet, designer francese (Montargis, n. 1959)

## Diplomatici(1)
- Christophe Richer, diplomatico francese (Thorigny)

## Direttori della fotografia(2)
- Christophe Beaucarne, direttore della fotografia belga (Bruxelles, n. 1965)
- Christophe Pollock, direttore della fotografia francese (Parigi, n. 1954 - Villejuif, † 2006)

## Dirigenti d'azienda(1)
- Christophe de Margerie, dirigente d'azienda francese (Mareuil-sur-Lay-Dissais, n. 1951 - Mosca, † 2014)

## Dirigenti sportivi(2)
- Christophe Brandt, dirigente sportivo e ex ciclista su strada belga (Liegi, n. 1977)
- Christophe Detilloux, dirigente sportivo e ex ciclista su strada belga (Liegi, n. 1974)

## Disc jockey(2)
- Plastique De Rêve, disc jockey svizzero
- Bob Sinclar, disc jockey e produttore discografico francese (Bois-Colombes, n. 1969)

## Fisici(1)
- Christophe Galfard, fisico e scrittore francese (Parigi, n. 1976)

## Fondisti(1)
- Christophe Perrillat-Collomb, ex fondista francese (Annecy, n. 1979)

## Fotografi(1)
- Christophe Agou, fotografo francese (Montbrison, n. 1969 - New York, † 2015)

## Fumettisti(1)
- Christophe Blain, fumettista e illustratore francese (Gennevilliers, n. 1970)

## Funzionari(1)
- Christophe Mirmand, funzionario, politico e prefetto francese (Costantina, n. 1961)

## Generali(2)
- Christophe Louis Léon Juchault de Lamoricière, generale e politico francese (Nantes, n. 1806 - Prouzel, † 1865)
- Christophe Michel Roguet, generale e politico francese (Sanremo, n. 1800 - Parigi, † 1877)

## Geografi(1)
- Christophe Neff, geografo francese (Tubinga, n. 1964)

## Giornalisti(2)
- Christophe Deloire, giornalista e scrittore francese (Paray-le-Monial, n. 1971 - Parigi, † 2024)
- Christophe Nick, giornalista e saggista francese (n. 1958)

## Hockeisti su ghiaccio(1)
- Christophe Ville, ex hockeista su ghiaccio francese (Digione, n. 1963)

## Imprenditori(2)
- Christophe Cuvillier, imprenditore francese (Etterbeek, n. 1962)
- Christophe Leclercq, imprenditore francese (Bar-le-Duc, n. 1962)

## Judoka(1)
- Christophe Gagliano, ex judoka francese (Parigi, n. 1967)

## Musicisti(1)
- Christophe Miossec, musicista e cantautore francese (Brest, n. 1964)

## Navigatori(1)
- Christophe Auguin, navigatore francese (Granville, n. 1959)

## Pallamanisti(1)
- Christophe Kempe, ex pallamanista francese (Aubervilliers, n. 1975)

## Pentatleti(1)
- Christophe Ruer, pentatleta francese (Nantes, n. 1965 - Port-Saint-Père, † 2007)

## Pianisti(1)
- Christophe Chassol, pianista e compositore francese (Issy-les-Moulineaux, n. 1976)

## Piloti motociclistici(2)
- Christophe Ponsson, pilota motociclistico francese (Lione, n. 1995)
- Christophe Pourcel, pilota motociclistico francese (Marsiglia, n. 1988)

## Pistard(1)
- Christophe Capelle, ex pistard e ciclista su strada francese (Compiègne, n. 1967)

## Pittori(2)
- Thomas Degeorge, pittore francese (Blanzat, n. 1786 - Clermont-Ferrand, † 1854)
- Christophe Huet, pittore e decoratore francese (Pontoise, n. 1700 - Parigi, † 1759)

## Politici(7)
- Christophe Béchu, politico francese (Angers, n. 1974)
- Christophe Castaner, politico francese (Ollioules, n. 1966)
- Christophe Joseph Marie Dabiré, politico e economista burkinabè (n. 1948)
- Christophe Hansen, politico lussemburghese (Wiltz, n. 1982)
- Christophe Lacroix, politico belga (Huy, n. 1966)
- Christophe Soglo, politico beninese (n. 1909 - † 1983)
- Christophe Steiner, politico monegasco (Monaco, n. 1958)

## Pugili(1)
- Christophe Tiozzo, ex pugile francese (Saint-Denis, n. 1963)

## Registi(5)
- Christophe Barratier, regista e produttore cinematografico francese (Parigi, n. 1963)
- Christophe Campos, regista e sceneggiatore francese
- Christophe Charrier, regista e sceneggiatore francese (Tolone, n. 1980)
- Christophe Gans, regista, sceneggiatore e critico cinematografico francese (Antibes, n. 1960)
- Christophe Honoré, regista, sceneggiatore e scrittore francese (Carhaix, n. 1970)

## Rugbisti a 15(4)
- Christophe Deylaud, ex rugbista a 15 e allenatore di rugby a 15 francese (Tolosa, n. 1964)
- Christophe Dominici, rugbista a 15 e allenatore di rugby a 15 francese (Tolone, n. 1972 - Saint-Cloud, † 2020)
- Christophe Juillet, ex rugbista a 15 e imprenditore francese (Villeneuve-sur-Lot, n. 1969)
- Christophe Lamaison, ex rugbista a 15 e imprenditore francese (Dax, n. 1971)

## Sciatori alpini(3)
- Christophe Berra, ex sciatore alpino svizzero (Champery, n. 1965)
- Christophe Plé, ex sciatore alpino francese (Aime, n. 1966)
- Christophe Torrent, sciatore alpino svizzero (n. 1999)

## Scrittori(4)
- Christophe Bataille, scrittore francese (n. 1971)
- Christophe Boltanski, scrittore e giornalista francese (Boulogne-Billancourt, n. 1962)
- Christophe Dubois, scrittore francese (Valenciennes, n. 1968)
- Christophe Ono-dit-Biot, scrittore e giornalista francese (Le Havre, n. 1975)

## Scultori(1)
- Christophe Veyrier, scultore francese (Trets, n. 1637 - Tolone, † 1689)

## Tennisti(3)
- Christophe Rochus, ex tennista belga (Namur, n. 1978)
- Christophe Roger-Vasselin, ex tennista francese (Londra, n. 1957)
- Christophe Van Garsse, ex tennista belga (Tongeren, n. 1974)

## Tipografi(1)
- Christophe Plantin, tipografo fiammingo (Saint-Avertin, n. 1520 - Anversa, † 1589)

## Umanisti(1)
- Christophe de Longueil, umanista francese (Mechelen, n. 1490 - Padova, † 1522)

## Velocisti(1)
- Christophe Lemaitre, velocista francese (Annecy, n. 1990)

## Violisti(1)
- Christophe Desjardins, violista francese (Caen, n. 1962 - † 2020)